# Franz von Hatzfeld
Franz von Hatzfeld (Castello di Crottorf, 13 settembre 1596 – Würzburg, 30 luglio 1642) è stato un vescovo cattolico tedesco.
Dal 1633 alla propria morte fu vescovo di Bamberga e Würzburg.

## Biografia

### La famiglia
Franz von Hatzfeld proveniva da una famiglia dell'aristocrazia tedesca dell'Assia e più precisamente di Hatzfeld. Suo padre era il barone Sebastian von Hatzfeldt-Wildenburg (1566-1631), alto ufficiale dell'Impero e giudice operante per conto dei sacri palazzi, mentre sua madre era Lucia von Sickingen (1569-1605), figlia di Franz von Sickingen, ufficiale presso la corte palatina.
Franz era il figlio terzogenito della coppia. Suo fratello minore Melchior von Hatzfeldt fu un personaggio di spicco della Guerra dei Trent'anni, e altri suoi fratelli furono Heinrich Friedrich von Hatzfeld (nato nel 1592) e Hermann von Hatzfeldt (1603-1673).

### La carriera
Il padre Sebastian era stato la personalità che nella famiglia aveva voluto che Franz intraprendesse la carriera ecclesiastica, in modo da potergli assicurare un degno futuro. Già all'età di dieci anni quindi, poche settimane dopo la morte della madre Lucia (che stava dando alla luce una bambina che avrebbe portato il suo stesso nome), Franz venne nominato gentiluomo della Cattedrale di Würzburg; due anni dopo lo divenne anche a Bamberga. In quest'ultima sede divenne poi canonico e quindi cantore, divenendo canonico del duomo di Würzburg l'anno successivo, rivestendo l'incarico di prevosto della chiesa di San Gandolfo formalmente sino al 1633.
Il 7 agosto 1631 il capitolo della Cattedrale di Würzburg lo scelse quale successore alla cattedra episcopale, al servizio della quale aveva già ricoperto diversi incarichi di rilievo, tra cui alcune delicate missioni diplomatiche nel vescovato di Ratisbona oltre che a Bamberga ed a Francoforte sul Meno. Oltre a questo, aveva sempre mantenuto comportamenti leali con l'imperatore ed aveva intrattenuto ottimi rapporti con la Corte viennese. Ad ogni modo, la sua elezione fu il frutto dell'accordo tra papa Urbano VIII e l'imperatore Ferdinando II d'Asburgo.
Nel corso della guerra dei trent'anni gli svedesi occuparono Bamberga e Franz von Hatzfeld, da poco eletto anche vescovo di quella sede, fu costretto a rimanere a Colonia, senza poter fare ingresso nella propria nuova diocesi. Il cancelliere svedese Axel Oxenstierna passò il 20 giugno 1633 l'amministrazione delle diocesi di Würzburg e di Bamberga al duca Bernardo di Sassonia-Weimar, le quali vennero unite momentaneamente sotto il nome di "Ducato Franco" e il titolo di duca (caso alquanto particolare) permarrà formalmente anche ai futuri vescovi di entrambe le diocesi, ma solo quando questi si trovavano a regnare su entrambe contemporaneamente. Dopo la sconfitta di Nördlingen da parte degli svedesi, Franz von Hatzfeld riprese possesso dei propri territori nel 1634.
Ad Hatzfeld va il merito, proprio durante il proprio esilio, di aver costruito importanti legami a supporto delle future azioni delle armate cattoliche contro le mire del protestantesimo svedese, riunendo in alleanza Ferdinando di Baviera (1612-1650) e i vescovi di Osnabrück, Colonia, Magonza, Treviri, Worms e Würzburg, oltre a garantirsi il sostegno di re Luigi XIII di Francia (1610-1643). Per quest'ultima alleanza, incontrò il 24 gennaio 1632 a Metz il primo ministro francese Richelieu.
Tornato in possesso dei propri territori nel novembre del 1634, Franz von Hatzfeldt ritornò nella propria sede episcopale accompagnato dalle truppe del feldmaresciallo conte Mansfeld e si diresse a Würzburg, dopo essere stato ricevuto a Stoccarda dal nuovo giovane imperatore Ferdinando II. Il 27 maggio 1635 Franz e i suoi due fratelli, Melchior e Hermann, furono creati conti dall'imperatore e nel 1636 il vescovo venne nominato ministro plenipotenziario dall'imperatore, autorizzato a concordare i negoziati con il nemico.
Dopo la Pace di Praga del 30 maggio 1635 il vescovo dovette suo malgrado riaccettare la rinascita della Comunità protestante. Egli morì il 1642 a Würzburg di un colpo apoplettico. Nella città di Würzburg viene soprattutto ricordato per aver avuto il merito di aver sviluppato numerose opere caritatevoli.

## Genealogia episcopale
La genealogia episcopale è:
- Cardinale François de Joyeuse
- Cardinale Jacques du Perron
- Cardinale Roberto Ubaldini
- Cardinale Luigi Capponi
- Vescovo Sebastian Müller
- Vescovo Zacharias Stumpf
- Vescovo Franz von Hatzfeld